# Provincia di Cuanza Nord
La provincia di Cuanza Nord (ufficialmente Cuanza Norte, in portoghese) è una delle 18 province dell'Angola. Il capoluogo è la città di N'dalatando e la provincia prende il nome dal fiume Cuanza. Ha una superficie di 24.190 km² ed una popolazione di 642.676 (stima del 2009).

## Geografia fisica
La provincia di Cuanza Nord è situata a nord del corso del fiume Cuanza e circa 100 km a est della città di Luanda, capitale del paese. Confina a nord con la provincia di Uíge, a est con la provincia di Malanje, a sud con quella di Cuanza Sul e a ovest con quella di Bengo.
Nella provincia si trovano le maggiori aree di foresta tropicale ancora esistenti nel paese, la parte rimanente è coperta di savana. I fiumi principali sono il Cuanza, il Lucala e il Bengo.

## Economia
Le risorse principali della provincia di Cuanza Norte sono il legname e le coltivazioni di caffè, cotone e frutti tropicali. Significativo è l'allevamento, mentre tra le materie prime presenti nell'area vi sono i diamanti, il rame e il ferro.
Sul fiume Cuanza vi sono alcune centrali idroelettriche.
Nella provincia si incrociano le principali vie di comunicazione del paese, la strada da Luanda a Huambo attraversa la parte occidentale della provincia e presso Dondo si biforca in direzione di Malanje e verso il Copper Belt e Lubumbashi. La strada principale verso Kinshasa inizia a Lucala, la provincia è inoltre attraversata a meridione dalla linea ferroviaria Luanda - Malanje.

## Geografia antropica
La Provincia di Cuanza Nord è suddivisa in 10 municipi e 36 comuni.
Il capoluogo N'dalatando è un comune

### Municipi
- Ambaca, Banga, Bolongongo, Cambambe, Cazengo, Golungo Alto, Gonguembo, Lukala, Quiculungo, Samba Cajú.

### Comuni
- Aldeia Nova, Banga, Danje - ia - Menha, Dondo, Golungo Alto, Kaenda, Kakulo, Kamabatela, Kambondo, Kanhoca, Kiangombe, Kiculungo, Kilombo dos Dembos, Kissola, Luinga, Lukala, Massangano, Maúa, Ndalatando, Quiage, Quibaxe, São Pedro da Kilemba, Samba Cajú, Samba Lukala, Tango, Zenza do Itombe, Bindo, Bolongongo, Cariamba, Terreiro, Quiquemba, Cacongo, Cerca, Camome, Cavunga, Kiluanje.